# Découvertes Gallimard

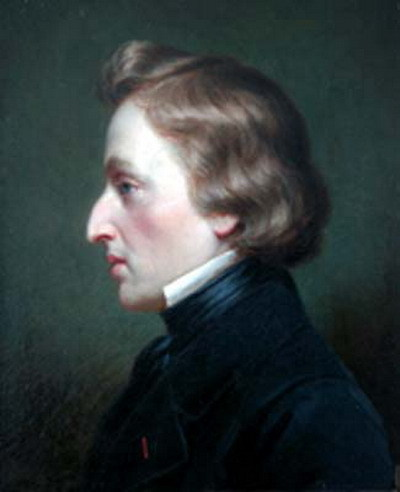
„Découvertes Gallimard” wol. 70 Frédéric Chopin: «Chapeau bas, Messieurs, un génie...», napisany przez Michel Pazdro.

Découvertes Gallimard (dosłownie „Odkrycia Gallimard”; w Polsce: Krajobrazy Cywilizacji oraz Poznać i Zrozumieć Świat – Focus) – encyklopedyczna kolekcja ilustrowanych książek w formacie kieszonkowym, wydana w listopadzie 1986 przez Éditions Gallimard z pierwszym wolumenem À la recherche de l’Égypte oubliée (Polska edycja: W poszukiwaniu starożytnego Egiptu), napisanym przez francuskiego egiptologa Jeana Vercouttera. Kolekcja zawiera obecnie 732 książek.

## Polska edycja
Kolekcja została wydana w Polsce przez Wydawnictwo Dolnośląskie pod tytułem Krajobrazy Cywilizacji oraz przez Wydawnictwo G+J pod tytułem Poznać i Zrozumieć Świat – Focus.

## Lista tomów tłumaczonych na język polski

### Krajobrazy Cywilizacji
| Polski tytuł                       | Francuski tytuł                                      | Autor                | Tłumacz                        | Seria       | Rok wydania |
| ---------------------------------- | ---------------------------------------------------- | -------------------- | ------------------------------ | ----------- | ----------- |
| Pismo: pamięć ludzkości            | L’écriture, mémoire des hommes                       | Georges Jean         | Łucja Częścik                  | Historia    | 1994        |
| Zygmunt Freud: „Lekarz snów”       | Sigmund Freud: « Un tragique à l’âge de la science » | Pierre Babin         | Maja Pawłowska, Adam Pawłowski | Nauka       | 1994        |
| Gorączka złota                     | La fièvre de l’or                                    | Michel Le Bris       | Maria Czarnecka-Szostek        | Historia    | 1994        |
| Czarownice: Oblubienice szatana    | Les sorcières: Fiancées de Satan                     | Jean-Michel Sallmann | Maja Pawłowska, Adam Pawłowski | Historia    | 1994        |
| Inkowie: Naród Słońca              | Les Incas: Peuple du Soleil                          | Carmen Bernand       | Krystyna Korzon                | Historia    | 1994        |
| Gandhi: mocarz wolności            | Gandhi: Athlète de la liberté                        | Catherine Clément    | Łucja Częścik                  | Historia    | 1994        |
| W poszukiwaniu starożytnego Egiptu | À la recherche de l’Égypte oubliée                   | Jean Vercoutter      | Maciej G. Witkowski            | Archeologia | 1995        |
| Jezus: nie oczekiwany Bóg          | Jésus: Le dieu inattendu                             | Gérard Bessière      | Maria Czarnecka-Szostek        | Religie     | 1995        |
| Orient w czasach wypraw krzyżowych | L’Orient des Croisades                               | Georges Tate         | Maja Pawłowska, Adam Pawłowski | Historia    | 1996        |
| Mahomet: Głos Allaha               | Mahomet, la parole d’Allah                           | Anne-Marie Delcambre | Justyna Łukaszewicz            | Religie     | 1996        |
| Wielkie wyprawy polarne            | Le grand défi des pôles                              | Bertrand Imbert      | Agnieszka Pelc                 | Odkrycia    | 1996        |

### Poznać i Zrozumieć Świat – Focus
| Tom | Polski tytuł                            | Francuski tytuł                                  | Autor                          | Tłumacz           | Rok wydania |
| --- | --------------------------------------- | ------------------------------------------------ | ------------------------------ | ----------------- | ----------- |
| 1   | Leonardo da Vinci: Genialny wizjoner    | Léonard de Vinci: Art et science de l’univers    | Alessandro Vezzosi             | Alicja Choińska   | 2002        |
| 2   | Woda: Cenniejsza niż złoto              | Vive l’eau                                       | Jean Matricon                  | Alicja Choińska   | 2002        |
| 3   | Biblia: księga nad księgami             | La Bible: Le Livre, les livres                   | Pierre Gibert                  | Alicja Choińska   | 2002        |
| 4   | Alchemia: nauka czy magia               | Alchimie, le grand secret                        | Andrea Aromatico               | Dorota Żółkiewska | 2002        |
| 5   | Diamenty: Fascynujące Klejnoty          | Diamants et pierres précieuses                   | Patrick Voillot                | Alicja Choińska   | 2002        |
| 6   | Zakazane Miasto: Tajemnice cesarzy Chin | La Cité interdite des Fils du Ciel               | Gilles Béguin, Dominique Morel | Alicja Choińska   | 2002        |
| 7   | Król Artur i rycerze Okrągłego Stołu    | Arthur et la Table ronde: La force d’une légende | Anne Berthelot                 | Alicja Choińska   | 2003        |
| 8   | Imperium liczb                          | L’empire des nombres                             | Denis Guedj                    | Alicja Choińska   | 2003        |